# أندريس دياز (عازف تشيلو)
أندريس دياز (بالإنجليزية: Andrés Díaz)‏ هو عازف تشيلو أمريكي، ولد في 1964. 
وهو شقيق روبرتو دياز ومتزوج من جولي دياز وله ولدان، بيتر وجابرييل. 